# Stigma (rana)
Stigme su tragovi, rane ili bolne senzacije na mjestima na tijelu gdje su Isusu Kristu nanesene rane tijekom njegovog raspeća (šake, stopala, bok). Termin vodi podrijetlo od rečenice s kraja Poslanice svetog Pavla Galaćanima u kojoj kaže, „Nosim na svom tijelu Isusove znake“, gdje su „znaci“ u Vulgati, prijevodu Biblije na latinski jezik napisani kao "stigma". Osoba koja ima stigme naziva se stigmatičar. Rane se pojavljuju same od sebe, tj. ne prethodi im nikakva konkretna povreda.
Uzroci pojave stigmi su predmet brojnih rasprava. Jedni tvrde da su one čudotvorne, dok drugi misle da su u pitanju laži ili da postoji medicinsko objašnjenje.
Stigmatičari su uglavnom pripadnici katoličke vjere.

## Definicija
Po ugledu na Isusa, raznim osobama, u povijesti kršćanstva, su se pojavljivali znakovi slični Kristovim na različitim dijelovima tijela:
- na šakama ili na zglobovima, koji podsjećaju na rane od klinova kojima je Krist zakovan za križ,
- na stopalima ili na člancima (na nogama), koji podsjećaju na rane od klinova,
- na glavi, koji podsjećaju na rane izazvane krunom od ružinog trnja,
- na leđima, kao posljedica bičevanja kojem je Krist bio izložen,
- na boku, koji podsjećaju na ranu od koplja.

Osobe kojima se javljaju takvi biljezi nazivaju se „stigmatičari“. U najvećem broju slučajeva su to žene poput Louise Lateau.

## Film
- Stigmata (1999), koji govori o stigmatičarki koja je opsjednuta.